# Мінськ-1 (аеропорт)
Аеропорт Мінськ-1 (IATA: MHP, ICAO: UMMM) — колишній аеропорт у столиці Білорусі — місті Мінську, що діяв із 1933 по 2015 роки. У період із 1933 по 1982 роки, як єдиний цивільний аеропорт міста, до відкриття нового аеропорту. Розташовувався в Жовтневому районі Мінська, між вулицями Аеродромною, Кижеватова та Асаналієва. Зараз на колишній території аеропорту будується новий житловий район Мінськ-Сіті.

## Див.також
- Міжнародний аеропорт Мінськ-2
- Мінськ-Сіті[ru]